# سولمون (موسيقي)
ملادين كرودو سولمون (ولد في 27 ديسمبر 1975، تراونيك، البوسنة والهرسك) (الاسم المسرحي: سولمون)، هو منسق موسيقى بوسني ألماني، حائز على أربع جوائز لأفضل منتج وأفضل منسق موسيقي وأفضل دي جي ميلوديك هاوس.

## روابط خارجية
- سولمون (موسيقي) على موقع ميوزك برينز (الإنجليزية)
- سولمون (موسيقي) على موقع ميوزك برينز (الإنجليزية)
- سولمون (موسيقي) على موقع ديسكوغز (الإنجليزية)